# Relaciones Islandia-Noruega

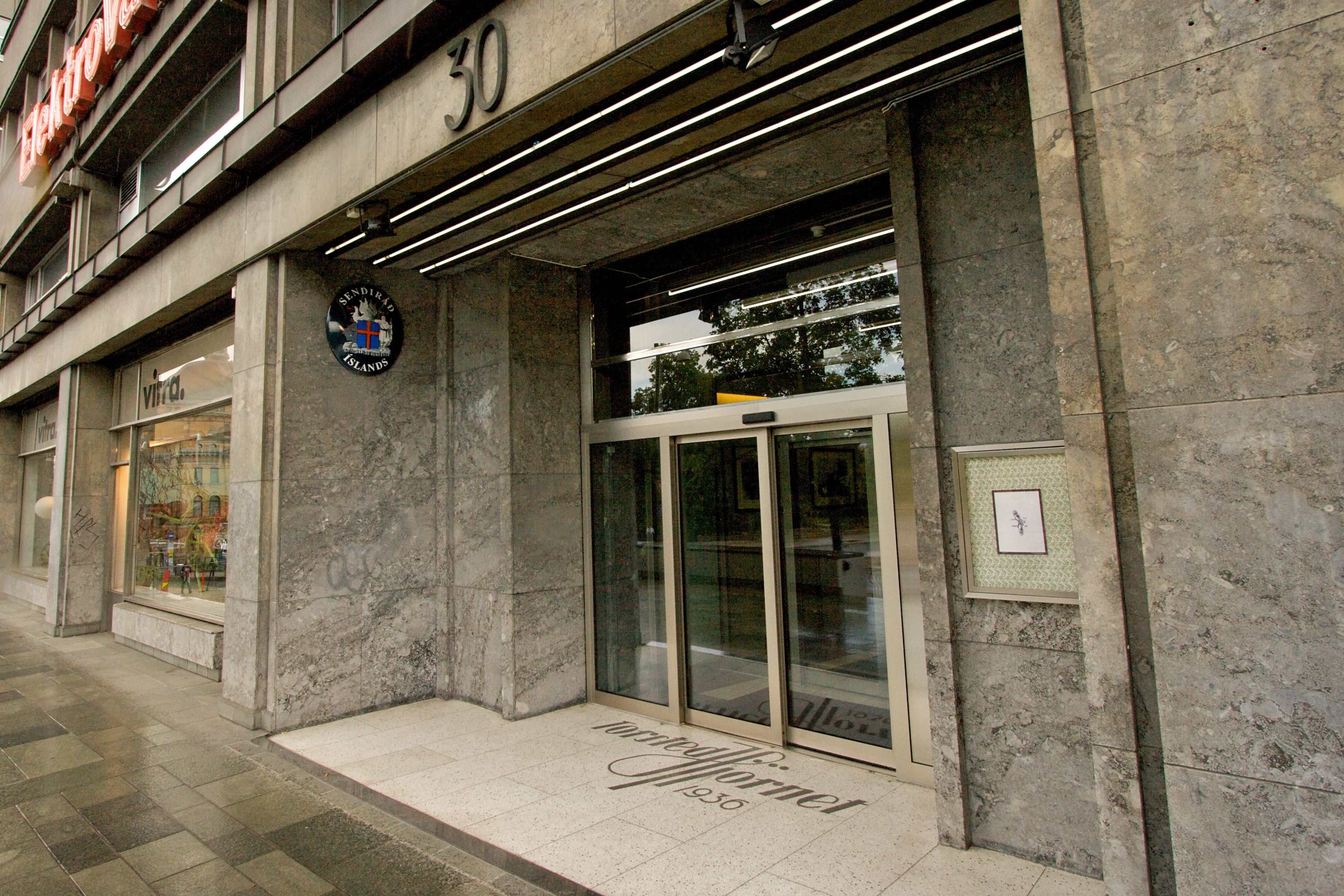
Embajada de Islandia en Oslo

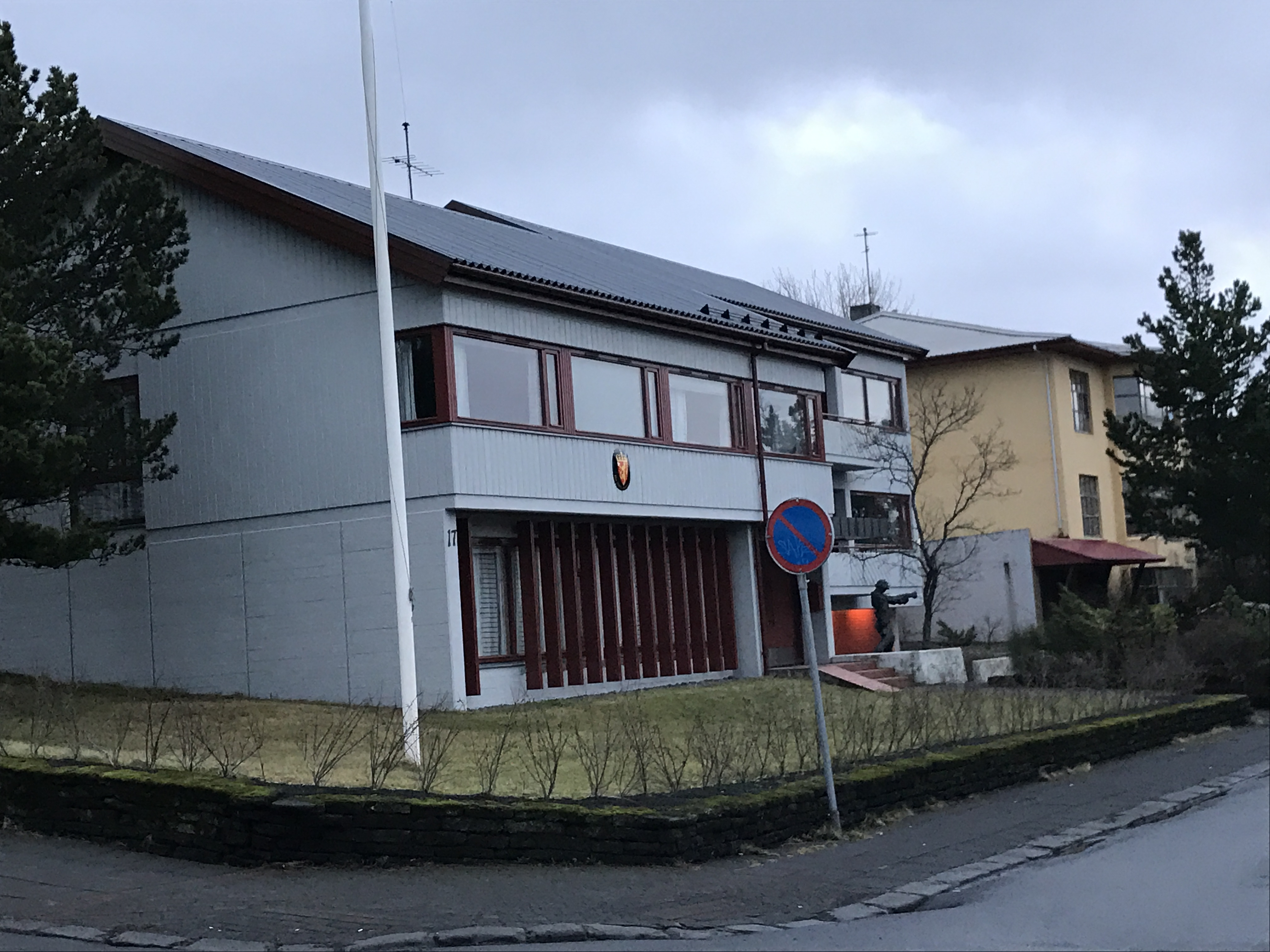
Embajada de Noruega en Reykjavík

Las relaciones entre Islandia y Noruega son relaciones exteriores entre Islandia y Noruega. Islandia tiene una embajada en Oslo y Noruega tiene una embajada en Reikiavik.
Ambos países son miembros de pleno derecho del Consejo de Europa, el Consejo Nórdico, la OTAN, el Consejo de Estados del Mar Báltico y la Asociación Europea de Libre Comercio.

## Historia
Islandia se estableció en la época medieval, principalmente por los noruegos. La primera ola probablemente comenzó en 860, y vio su apogeo de alrededor de 870 a 930. Islandia y Noruega formaron un área cultural nórdica común en el Mar del Norte, y gran parte de la historia de Noruega fue narrada por el escritor islandés Snorri Sturluson. Islandia fue llevada bajo el dominio noruego alrededor de 1262. Esto duró hasta la Unión Kalmar en 1380, que unió a los tres reinos de Dinamarca, Noruega (con Islandia, Groenlandia, Islas Feroe, Shetland y Orcadas), y Suecia (incluyendo algunos de Finlandia) bajo un solo monarca. La unión Kalmar se separó cuando la Reforma Luterana se convirtió en predominante, una unión de las tres coronas suecas se separó de la corona danesa que continuó gobernando Noruega, e Islandia, teniendo hegemonía sobre el Mar del Norte. Noruega obtuvo la independencia de la llamada unión, hasta cierto punto en 1814, mientras que Islandia permaneció como una colonia hasta 1944. Groenlandia sigue siendo una posesión danesa.

## Economía y producción

### Ballenas
Los dos países comparten una historia común con respecto a la caza de ballenas y a menudo han unido fuerzas con Japón para resistir los llamamientos internacionales a fin de reducir la caza comercial de ballenas. Ambos países se han resistido a la firma de la Convención sobre el Comercio Internacional de Especies Amenazadas que prohíbe el comercio de carne de ballena. La High North Alliance, que representa a balleneros, selladores y pescadores alrededor del ártico, dijo: "Es una importación legal y una exportación legal, y en el futuro podría dar acceso a un mercado que es realmente grande para los balleneros noruegos e islandeses".
En 1992, Islandia y Noruega anunciaron conjuntamente que reanudarían la caza comercial de ballenas en ciertas especies después de una moratoria de 6 años.
En 2002, Noruega anunció que permitiría a una empresa ballenera exportar de 10 a 15 toneladas de productos de ballenas minke a Islandia. Esto fue condenado por el Gobierno británico, ya que se afirma que las poblaciones de ballenas de las que provienen están en una lista internacional de especies en peligro de extinción. En 2006, el Ministerio de Pesca de Islandia anunció que autorizaría de nuevo la caza comercial de ballenas, lo que lo convierte en el segundo país después de Noruega en cazar ballenas por razones comerciales.

### Asistencia económica
En relación con la crisis financiera islandesa 2008-2012, el gobierno noruego proporcionó a Islandia un préstamo de 5 millones de euros a 5 años para estabilizar la corona islandesa en noviembre de 2008. El Ministro de Asuntos Exteriores de Noruega, Jonas Gahr Stére, dijo después de reunirnos con el primer ministro islandés, Geir Haarde, que "queremos mostrar nuestro apoyo a la iniciativa internacional y estaremos prestando apoyo a Islandia en un futuro próximo".

## Política exterior y defensa
En 2007, los dos países firmaron un acuerdo de defensa, que abarca la vigilancia y la defensa militar del espacio aéreo y la zona económica islandesa. Esto significa que los aviones de combate y los aviones de vigilancia noruegos estarán patrullando el espacio aéreo islandés. Se subraya que el acuerdo con Noruega solo abarca el tiempo de paz. En caso de conflicto militar, sigue siendo la OTAN y el Gobierno de los Estados Unidos los que asumirán la responsabilidad principal de la defensa de Islandia. El acuerdo fue firmado tras la decisión de retirar al ejército estadounidense de la base aérea naval de Keflavík en 2006.